# Parahancornia peruviana
Parahancornia peruviana är en oleanderväxtart som beskrevs av Monachino. Parahancornia peruviana ingår i släktet Parahancornia och familjen oleanderväxter. Inga underarter finns listade i Catalogue of Life.